# Тягнигоре, Дмитрий
Дмитрий Тягнигоре (наст. Седлецкий; 1880—1945) — священнослужитель Украинской автокефальной православной церкви и украинский писатель.

## Биография
Тягнигоре родом из Киевщины; был старшиной Армии УНР; после гражданской войны жил в эмиграции в Польше (Галичина), на Кубе и в США (1924—1930).
В 1931 году по поручению архиепископа Иоанна (Теодоровича) Тягнигоре выехал в Бразилию для организации Украинской автокефальной православной церкви. В общественной деятельности известен по организации так называемого «Молодого Казачества» в колонии Гонсалес Жуниор. Умер в колонии Ирасема, Ирапуан (Сан-Паулу).
Как писатель дебютировал в эмиграции в журнале «Днепр» (Трентон (Нью-Джерси)) в 1924 году.  Тягнигоре — автор многочисленных рассказов и повестей для детей на темы казачества, жизни на Украине в исторические времена. Известны следующие книги: «Казацкое сердце» (1927), «Королева разбойников» (Виннипег, 1938). Постоянно печатался в «Украинском Голосе» (Виннипег, Канада).

## Труды
- Книга рассказов «Козацьке Серце». 1927 г.
- Книга рассказов «Королева Розбійників». 1938 г.
- Рассказ «Страшний Замок». 1936 год, «Календар Українського Голосу».